# 河陝汝道
河陝汝道，清朝设置的道，属于河南省。
雍正十三年（1735年）五月设立，驻陕州，下辖河南府、陕州直隶州、汝州直隶州。乾隆十三年（1748年）为分巡河南陝汝道，按察使司副使衔。乾隆二十三年（1758年），加水利衔。光绪年间，称分巡河陝汝等处地方驿传兼水利道，民国改为豫西道。